# François Bidel
François Bidel (Rouen, 23 ottobre 1839 – Asnières-sur-Seine, 24 dicembre 1909) è stato un circense francese noto in Europa come domatore di belve da circo famoso per l'audacia delle sue esibizioni.

## Biografia

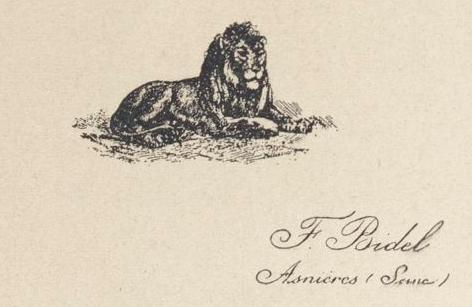
Biglietto da visita

Figlio di Jeanne Buttier e di François Bidel, nel 1866 inaugurò la Ménagerie Bidel. Nel 1871, durante una turnè in Italia, salvò un inserviente aggredito da un leone e venne quindi decorato con la medaglia al valor civile.

## Riconoscimenti
- Medaglia al valor civile[1]